# تسوتسورا
تسوتسورا هي قرية تقع في إقليم ياش في رومانيا وبلغ عدد سكانها	2,119 نسمة عام 2002.